# Stefan Higatzberger
Stefan Higatzberger (* 24. August 1965 in Eggenburg) ist ein ehemaliger österreichischer Handballspieler und seit 2009 Teammanager der österreichischen Männer-Handballnationalmannschaft.
Higatzberger spielt bei der SG Handball West Wien und dem UHC Tulln Handball. Mit West Wien wurde er insgesamt dreimal Meister (1990, 1992, 1993). In der Saison 1993/1994 schaffte er es mit seiner Mannschaft bis in die Gruppenphase der EHF Championsleague vorzudringen und dort u. a. den späteren Championsleague-Sieger Santander im Heimspiel zu besiegen. Mit Tulln spielte er im Europapokal der Pokalsieger (2008).
Für Österreichs Nationalmannschaft bestritt er 163 Länderspiele. Er nahm für Österreich 1992 an der B-Weltmeisterschaft in Österreich und 1993 an der A-Weltmeisterschaft in Schweden teil.